# Aulnay-sur-Marne
Aulnay-sur-Marne  là một xã thuộc tỉnh Marne trong vùng Grand Est đông nam nước Pháp. Xã nằm ở khu vực có độ cao trung bình78 mét trên mực nước biển.